# Радомир Соколовић
Радомир Соколовић (1948—2008) био је професор из Ивања код Бојника. Почео је да ради у фабрици „Бранко Крсмановић” у Параћину 1970. године као шеф текстилног одсека и наставник текстилне школе. После одбране магистарске тезе на Технолошко-текстилном факултету Универзитета у Скопљу постављен је за професора Више техничке текстилне школе у Лесковцу 1979. године, а затим и за њеног директора 1989. године. На тој функцији је остао четрнаест година. Магистрирао је 1990. године.
Објавио је више од четрдесет научних и стручних радова у часописима техничко-технолошке и текстилне оријентације и учествовао на већем броју научних симпозијума и конгреса текстилних инжењера и других стручних и научних радника. Добитник је већег броја признања и награда.

## Стручни радови
1. Дужина додавања флора основе код ткања двоструко тканог плиша, Т.И. 7-8/1980
2. Класификација корита за наношење скробне масе на основу Т.И. 10/1980
3. Деформација нити основе код образовања зева, Текстил 29(10) 735-738 (1980)
4. Добијање и особине трикотажне тканине, Текстил и пракса, 3-4, XX 1980. (37-43)
5. Двофазно уношеље потке - нов начин ткања, Текстил и пракса, 3-4, XX 1980. (27-32)
6. Услови прераде пређе у ткачницама добијене безвретенским начином предења, Текстил и пракса, 3/1981
7. Испуњеност тканине и утицај на њена својства, Текстил, 30(4) 208-218 (1981)
8. Оптималан ткачки зев, Текстилство, 2/1981
9. Густина намотавања пређе на калемове, Текстил и пракса, 1 XX 1981
10. Значај и избор материјала за конфекцијски производ, Текстилна индустрија, 9/1981
11. Затезање потке на бешчунковним ткачким стројевима, Текстил, 30(10) 1981
12. Вошчење као допунска обрада основе, Текстилство, 3-4/1981 (27-32)
13. Провлачење потке на пнеумо-рапирним ткачким машинама, Текстил и пракса, 1-2 XXI 1982
14. Нов начин израчунавања уткања основе и потке, Текстил и пракса, 1-2 XXI 1982 (1-5)
15. Техничко-технолошке и радне карактеристике СТБ ткачке машине,Текстил, 31(11) 809-812 1982
16. Технолошке и радне карактеристике пнеумо-рапирних разбоја "ATPR", Текстил и пракса 3-4 XXI 1982
17. Ткачки распињачи, Текстил, 32 (4) 1982
18. Трајност и деформациија текстилних материјала,Текстил и пракса, 1-2 XXII 1983.